# Bruno Josias van der Does
Bruno Josias van der Does (Amsterdam, 6 september 1757 – Gouda, 20 december 1837) was een Nederlandse schout.

## Leven en werk
Van der Does werd in 1757 in Amsterdam geboren als zoon van de Goudse regent en burgemeester mr. Bruno van der Does en van Helena Maria le Candele. Van der Does was in het laatste kwart van de 18e eeuw lid van de vroedschap van Gorinchem. Omstreeks 1809 werd hij benoemd in het gemeentebestuur van Reeuwijk. Vanaf 5 december 1811 was Van der Does achtereenvolgens maire en schout van Reeuwijk. De laatste functie vervulde hij tot 1823, in dat jaar werd hij opgevolgd als schout van Reeuwijk door Johan Louis van Beresteijn. In april 1817 werd hij tevens benoemd tot schout en secretaris van de nieuw gevormde gemeente Steijn c.a. en spoedig daarna volgde zijn benoeming tot waarnemend schout en waarnemend secretaris van Vrijhoef c.a. Deze functies vervulde hij tot 1826. In dat jaar werden de gemeenten Steijn c.a. en Vrijhoef c.a. samengevoegd tot de gemeente Stein c.a.
Van der Does trouwde op 21 december 1797 te Reeuwijk met Helena Burchgraaff. Hij overleed in december 1837 op 80-jarige leeftijd in Gouda.

## Doesrust
Van der Does bezat te Reeuwijk de buitenplaats Doesrust, die van zijn vader was geweest. Voor de familie van Does de buitenplaats verwierf was deze in het bezit van de familie Zoutman. De latere admiraal Johan Arnold Zoutman werd hier in 1724 geboren.